# Atkinson (Nebraska)
Atkinson és una població dels Estats Units a l'estat de Nebraska. Segons el cens del 2000 tenia 1.244 habitants.

## Demografia
Segons el cens del 2000, Atkinson tenia 1.244 habitants, 537 habitatges, i 322 famílies. La densitat de població era de 361,1 habitants per km².
Dels 537 habitatges en un 26,1% hi vivien nens de menys de 18 anys, en un 52% hi vivien parelles casades, en un 5,4% dones solteres, i en un 40% no eren unitats familiars. En el 36,7% dels habitatges hi vivien persones soles el 20,1% de les quals corresponia a persones de 65 anys o més que vivien soles. El nombre mitjà de persones vivint en cada habitatge era de 2,2 i el nombre mitjà de persones que vivien en cada família era de 2,91.
Per edats la població es repartia de la següent manera: un 22,7% tenia menys de 18 anys, un 5,6% entre 18 i 24, un 23,4% entre 25 i 44, un 22,7% de 45 a 60 i un 25,5% 65 anys o més.
L'edat mediana era de 44 anys. Per cada 100 dones de 18 o més anys hi havia 84,1 homes.
La renda mediana per habitatge era de 28.490 $ i la renda mediana per família de 36.094 $. Els homes tenien una renda mediana de 22.500 $ mentre que les dones 17.656 $. La renda per capita de la població era de 17.085 $. Aproximadament el 10% de les famílies i el 14,6% de la població estaven per davall del llindar de pobresa.

## Poblacions més properes
El següent diagrama mostra les poblacions més properes.